# Lisa-Maria Reiss
Lisa-Maria Reiss (Schwarzach im Pongau, 17 ottobre 1993) è un'ex sciatrice alpina austriaca.

## Biografia
Originaria di Bischofshofen e attiva in gare FIS dall'agosto del 2008, in Coppa Europa ha esordito il 20 dicembre 2010 a Limone Piemonte in slalom gigante, senza completare la prova, ha ottenuto il miglior piazzamento l'8 gennaio 2011 a Sankt Sebastian nella medesima specialità (16ª) e ha preso per l'ultima volta il via il 1º febbraio 2014 a Serre Chevalier in supergigante (22ª). Si è ritirata al termine di quella stessa stagione 2013-2014 e la sua ultima gara in carriera è stato uno slalom gigante FIS disputato il 5 aprile a Nauders, chiuso dalla Reiss al 12º posto; non ha debuttato in Coppa del Mondo né partecipato a rassegne olimpiche o iridate.

## Palmarès

### Coppa Europa
- Miglior piazzamento in classifica generale: 125ª nel 2014

### Campionati austriaci
- 1 medaglia:
  - 1 oro (slalom gigante nel 2011)